# Ulvehoved
Ulvehoved er et 73 m højt punkt i Midtjylland, beliggende i Nordskoven øst for Silkeborg, på den sydlige rand af højdedraget omtrent nord for vejkrydset mellem Skovridderens Vej og Ulvedalsvej. En bænk ved en gammel kroget birk angiver stedet.
Ulvehoved kommer af dyrenavnet "ulv" og og substantivet "hoved" i betydningen "fremspring"- altså et bakkefremspring. En nærliggende dal kaldes på et udskiftningskort fra 1827 for Ulvedalen.
Navnet er et af de ældste kendte i Nordskoven og ses angivet på kort over Nørrejylland 1860-61. Det er omtalt af A.L. Drewsen i 1850 i bogen "Fra og om Silkeborg" og af redaktør C.St.A. Bille 8. aug. 1853 i "Dagbladet". Fra 1870 figurerer det blandt turistførere som et af de kendteste udsigtspunkter. 
Der var i sidste halvdel af 1800-tallet en vidstrakt udsigt fra Ulvehoved - lige fra Silkeborg over alle søer, bakkerne omkring og bagved Thorsø og helt til Himmelbjerget.
De vidstrakte bakke- og skovområder, mange steder med åbne lyngpartier, har været ideelle levesteder for ulve. Derfor finder man i det flere stednavne i Søhøjlandet, der har at gøre med forekomsten af ulve f.eks. Ulvsø (Funder), Ulvemose (Løgager skov), Ulvenæs (Svejbæk), Ulvslugt (Stenhule), Ulvedalen (ved Ny Himmelbjergvej), Ulvhøj (nord for Salten Langsø) samt Ulvedal lige øst for Ulvehoved.

## Ulveforekomster i Søhøjlandet
Både i "Linå sogns historie" af forfatteren Edvard Egeberg nævnes det, at der var ulve i dette område indtil begyndelsen af 1800-tallet. Der findes endvidere fra andre kilder beretninger om, at der senere er skudt en ulv ved Glarbo, og at to stedkendte danske soldater med skud og bajonetter måtte dræbe to angribende ulve i det vildsomme terræn ved Troldhøj i Gjern Bakker så sent som i 1864. Dette er ret besynderligt ud fra den betragtning, at den sidste danske ulv (inden forekomsten af ulve i det 21. århundrede) officielt måtte lade livet i 1813 ved Hjerl hede eller i 1814 ved Thorning. 
Der findes flere beretninger fra tingbøgerne i 1700-tallet om nedlæggelsen eller fangst af ulve og ulveunger i Hårup Skov, hvilket faktisk vil sige Nordskoven. Selvom ulvene har taget vildt og enkelte husdyr har deres ry som grådig og glubsk været helt overdrevet. Ofte blev det døde dyr til skræk og advarsel hængt op i en galge på et offentligt sted, et ben blev hugget af og mod fremvisning kunne skytten modtage betaling af skovrideren. Der blev også lavet fælder. Et ådsel blev bundet fast på en bjælke over et dybt hul, som derefter blev dækket med kviste og granris, og efter fangsten nød man næsten på forskellig måde med skarpe genstande at gøre det af med det værgeløse dyr.